# جاقی جاخینی
جاقی جاخینی (به اسپانیایی: Jaqhi Jaqhini) یک کوه در پرو است که در منطقه موکگوا واقع شده‌است. جاقی جاخینی ۵٬۰۵۵ متر بالاتر از سطح دریا واقع شده‌است.